# Mikroevoluce
Mikroevoluce znamená vývoj organismů v průběhu generací na úrovni populace. Klíčem ke každé mikroevoluční změně je změna ve frekvenci výskytu alel genů. Tyto změny se hromadí v průběhu historie druhu a jejich příčinou jsou čtyři základní procesy: mutace, selekce (přirozený výběr nebo umělý výběr), genový tok a genetický drift. Z pohledu makroevoluce (vývoji na úrovni skupin) mají mikroevoluční změny v delším časovém rozmezí za následek vznik a zánik druhů a dalších taxonů (dochází ke speciaci).
Matematický model mikroevoluci poskytuje populační genetika.